# Софіївка (Проців)
Софіївка  — колишнє селище, відоме ще за часів козаччини. Нині східна частина (куток) села Проців.

## З історії
За козаччини селище Софіївка належало до Вороньківської сотні Переяславського полку.
За описом Київського намісництва 1781 року, у Софіївці було 36 хат. За описом 1787 року, в селищі проживало 120 душ. Було у власності козаків і власника — полковниці Лукашевичої.
Є на мапі 1787 року.
З ХІХ ст. Софіївка була у складі Вороньківської волості Переяславського повіту Полтавської губернії.
Найбільш близька до нас по часу мапа це РККА 1941 року